# Omphalea malayana
Omphalea malayana är en törelväxtart som beskrevs av Elmer Drew Merrill. Omphalea malayana ingår i släktet Omphalea och familjen törelväxter. IUCN kategoriserar arten globalt som sårbar. Inga underarter finns listade i Catalogue of Life.